# Planetární sonda
Planetární sonda je kosmická sonda, jejímž hlavním úkolem je průzkum pevných těles sluneční soustavy, především planet, jejich satelitů (měsíců) a planetek a jejich bezprostředního okolí. 

## Obvyklé vybavení
Sondy byly vybaveny souborem vědeckých přístrojů, mezi něž patří zejména:
- kamery pro topografické a geologické snímkování povrchu zkoumaných objektů s cílem pořízení map;
- kamery pro multispektrální snímkování povrchu zkoumaných objektů s cílem zjišťování jejich horninového a minerálového složení;
- spektrometry resp. spektrofotometry pro chemickou analýzu povrchu, oblaků a atmosféry objektu;
- magnetometry pro studium magnetických polí v okolí zkoumaných objektů;
- analyzátory plazmatu pro jeho studium v magnetosféře objektu, resp. interakce zkoumaného objektu se slunečním větrem;

Další možné vybavení
- radiolokátory pro studium struktury a chemického složení povrchu zkoumaného objektu;
- laserové případně radiolokační výškoměry pro stanovení výškového profilu terénu povrchu zkoumaného objektu;
- rádiový systém pro přesné dopplerovské stanovení dráhy ke zjišťování přesných charakteristik gravitačního pole zkoumaných objektů;
- aj.

## Přehled planetárních sond
Související informace nalezete také ve článku Dějiny průzkumu sluneční soustavy

### Období 1960 – 2005
Poznámky
1. V seznamu jsou uvedeny všechny známé pokusy o vypuštění planetárních sond do 15. listopadu 2005.
2. Ve sloupci COSPAR je uvedeno mezinárodní označení umělého kosmického tělesa, pokud se dostalo alespoň na oběžnou dráhu kolem Země.
3. Pokud byl cílem letu i jiný než planetární objekt (např. kometa), jsou tyto objekty uvedeny v závorce.
4. Ve sloupci „Výsledek“ je kódem vyjádřena dosažená míra realizace plánovaných cílů: H – žádného z cílů mise nebylo dosaženo pro havárii nosné rakety; N – žádný z cílů mise nebyl splněn pro selhání sondy během meziplanetárního letu nebo pro chybnou dráhu; C – cíle mise byly splněny jen částečně; – U – všechny, nebo alespoň hlavní cíle mise byly splněny; ? – mise dosud probíhá, hodnocení úspěšnosti není možné.
5. Nejsou zde tzv. měsíční sondy vypuštěné k průzkumu Měsíce (např. Program Luna), z nichž se některé po průletu staly meziplanetárními tělesy.

| COSPAR    | Název                       | Datum startu       | Kosmodrom                       | Nosná raketa           | Cíl letu                         | Výsledek |
| --------- | --------------------------- | ------------------ | ------------------------------- | ---------------------- | -------------------------------- | -------- |
|           | 1M 2                        | 14. října 1960     | Bajkonur                        | Molnija                | Mars                             | H        |
|           | 1M 1                        | 10. října 1960     | Bajkonur                        | Molnija                | Mars                             | H        |
| 1961-002A | Sputnik (7)                 | 4. února 1961      | Bajkonur                        | Molnija                | Venuše                           | H        |
| 1961-003A | Veněra 1                    | 12. února 1961     | Bajkonur                        | Molnija                | Venuše                           | N        |
| 1962-040A | Sputnik (11)                | 25. srpna 1962     | Bajkonur                        | Molnija                | Venuše                           | H        |
|           | Mariner 1                   | 22. července 1962  | Eastern Test Range              | Atlas Agena B          | Venuše                           | H        |
| 1962-041A | Mariner 2                   | 27. srpna 1962     | Eastern Test Range              | Atlas Agena B          | Venuše                           | U        |
| 1962-043C | Sputnik (12)                | 1. září 1962       | Bajkonur                        | Molnija                | Venuše                           | H        |
| 1962-045A | Sputnik (13)                | 12. září 1962      | Bajkonur                        | Molnija                | Venuše                           | H        |
| 1962-057C | Sputnik (14)                | 24. října 1962     | Bajkonur                        | Molnija                | Mars                             | H        |
| 1962-061C | Mars 1                      | 1. listopadu 1962  | Bajkonur                        | Molnija                | Mars                             | N        |
| 1962-062C | Sputnik (15)                | 4. listopadu 1962  | Bajkonur                        | Molnija                | Mars                             | H        |
| 1963-044A | Kosmos 21                   | 11. listopadu 1963 | Bajkonur                        | Molnija                | Venuše                           | H        |
| 1964-014A | Kosmos 27                   | 27. března 1964    | Bajkonur                        | Molnija-M              | Venuše                           | H        |
| 1964-016D | Zond 1                      | 2. dubna 1964      | Bajkonur                        | Molnija-M              | Venuše                           | N        |
| 1964-073A | Mariner 3                   | 5. listopadu 1964  | Eastern Test Range              | Atlas Agena D          | Mars                             | N        |
| 1964-077A | Mariner 4                   | 28. listopadu 1964 | Eastern Test Range              | Atlas Agena D          | Mars                             | U        |
| 1964-078C | Zond 2                      | 30. listopadu 1964 | Bajkonur                        | Molnija                | Mars                             | N        |
| 1965-091A | Veněra 2                    | 12. listopadu 1965 | Bajkonur                        | Molnija-M              | Venuše                           | N        |
| 1965-092A | Veněra 3                    | 16. listopadu 1965 | Bajkonur                        | Molnija-M              | Venuše                           | C        |
| 1965-094A | Kosmos 96                   | 23. listopadu 1965 | Bajkonur                        | Molnija-M              | Venuše                           | H        |
| 1967-058A | Veněra 4                    | 12. června 1967    | Bajkonur                        | Molnija-M              | Venuše                           | U        |
| 1967-060A | Mariner 5                   | 14. června 1967    | Eastern Test Range              | Atlas Agena D          | Venuše                           | U        |
| 1967-063A | Kosmos 167                  | 17. června 1967    | Bajkonur                        | Molnija-M              | Venuše                           | H        |
| 1969-001A | Veněra 5                    | 5. ledna 1969      | Bajkonur                        | Molnija-M              | Venuše                           | U        |
| 1969-002A | Veněra 6                    | 10. ledna 1969     | Bajkonur                        | Molnija-M              | Venuše                           | U        |
| 1969-014A | Mariner 6                   | 25. února 1969     | Eastern Test Range              | Atlas Centaur          | Mars                             | U        |
| 1969-030A | Mariner 7                   | 27. března 1969    | Eastern Test Range              | Atlas Centaur          | Mars                             | U        |
| 1970-060A | Veněra 7                    | 17. srpna 1970     | Bajkonur                        | Molnija-M              | Venuše                           | U        |
| 1970-065A | Kosmos 359                  | 22. srpna 1970     | Bajkonur                        | Molnija-M              | Venuše                           | H        |
| 1971-042A | Kosmos 419                  | 10. května 1971    | Bajkonur                        | Proton-K/D             | Mars                             | H        |
| 1971-045A | Mars 2                      | 19. května 1971    | Bajkonur                        | Proton-K/D             | Mars                             | C        |
| 1971-049A | Mars 3                      | 28. května 1971    | Bajkonur                        | Proton-K/D             | Mars                             | C        |
| 1971-051A | Mariner 9                   | 30. května 1971    | Eastern Test Range              | Atlas Centaur          | Mars                             | U        |
| 1972-012A | Pioneer 10                  | 3. března 1972     | Eastern Test Range              | Atlas Centaur-Burner 2 | Jupiter                          | U        |
| 1972-021A | Veněra 8                    | 27. března 1972    | Bajkonur                        | Molnija-M              | Venuše                           | U        |
| 1972-023A | Kosmos 482                  | 31. března 1972    | Bajkonur                        | Molnija-M              | Venuše                           | H        |
| 1973-019A | Pioneer 11                  | 6. dubna 1973      | Eastern Test Range              | Atlas Centaur-Burner 2 | Jupiter, Saturn                  | U        |
| 1973-047A | Mars 4                      | 21. července 1973  | Bajkonur                        | Proton-K/D             | Mars                             | C        |
| 1973-049A | Mars 5                      | 25. července 1973  | Bajkonur                        | Proton-K/D             | Mars                             | U        |
| 1973-052A | Mars 6                      | 5. srpna 1973      | Bajkonur                        | Proton-K/D             | Mars                             | C        |
| 1973-053A | Mars 7                      | 9. srpna 1973      | Bajkonur                        | Proton-K/D             | Mars                             | C        |
| 1973-085A | Mariner 10                  | 3. listopadu 1973  | Eastern Test Range              | Atlas Centaur          | Merkur                           | U        |
| 1975-050A | Veněra 9                    | 8. června 1975     | Bajkonur                        | Proton-K/D             | Venuše                           | U        |
| 1975-054A | Veněra 10                   | 14. června 1975    | Bajkonur                        | Proton-K/D             | Venuše                           | U        |
| 1975-075A | Viking 1                    | 20. srpna 1975     | Eastern Test Range              | Titan 3E Centaur       | Mars                             | U        |
| 1975-083A | Viking 2                    | 9. září 1975       | Eastern Test Range              | Titan 3E Centaur       | Mars                             | U        |
| 1977-076A | Voyager 2                   | 20. srpna 1977     | Eastern Test Range              | Titan 3E Centaur D-1T  | Jupiter,Saturn,Uran,Neptun       | U        |
| 1977-084A | Voyager 1                   | 5. září 1977       | Eastern Test Range              | Titan 3E Centaur D-1T  | Jupiter,Saturn                   | U        |
| 1978-051A | Pioneer 12                  | 20. května 1978    | Eastern Test Range              | Atlas Centaur          | Venuše                           | U        |
| 1978-078A | Pioneer 13                  | 8. srpna 1978      | Eastern Test Range              | Atlas Centaur          | Venuše                           | U        |
| 1978-084A | Veněra 11                   | 9. září 1978       | Bajkonur                        | Proton-K/D-1           | Venuše                           | U        |
| 1978-086A | Veněra 12                   | 14. září 1978      | Bajkonur                        | Proton-K/D-1           | Venuše                           | U        |
| 1981-106A | Veněra 13                   | 30. října 1981     | Bajkonur                        | Proton-K/D-1           | Venuše                           | U        |
| 1981-110A | Veněra 14                   | 4. listopadu 1981  | Bajkonur                        | Proton-K/D-1           | Venuše                           | U        |
| 1983-053A | Veněra 15                   | 2. června 1983     | Bajkonur                        | Proton-K/D-1           | Venuše                           | U        |
| 1983-054A | Veněra 16                   | 7. června 1983     | Bajkonur                        | Proton-K/D-1           | Venuše                           | U        |
| 1984-125A | Vega 1                      | 15. prosince 1984  | Bajkonur                        | Proton-K/D-1           | Venuše, (1P/Halley)              | U        |
| 1984-128A | Vega 2                      | 21. prosince 1984  | Bajkonur                        | Proton-K/D-1           | Venuše, (1P/Halley)              | U        |
| 1988-058A | Fobos 1                     | 7. července 1988   | Bajkonur                        | Proton-K/D-2           | Mars                             | N        |
| 1988-059A | Fobos 2                     | 12. července 1988  | Bajkonur                        | Proton-K/D-2           | Mars                             | C        |
| 1989-033B | Magellan                    | 4. května 1989     | Kennedyho vesmírné středisko    | Atlantis               | Venuše                           | U        |
| 1989-084B | Galileo                     | 18. října 1989     | Eastern Test Range              | Atlantis               | (951) Gaspra, (243) Ida, Jupiter | U        |
| 1992-063A | Mars Observer               | 25. září 1992      | Eastern Test Range              | Titan 3 Commercial     | Mars                             | U        |
| 1996-008A | NEAR Shoemaker              | 17. února 1996     | Eastern Test Range              | Delta 7925-8           | (253) Mathilde, (433) Eros       | U        |
| 1996-062A | Mars Global Surveyor        | 7. listopadu 1996  | Eastern Test Range              | Delta 7925A            | Mars                             | U        |
| 1996-064A | Mars 96                     | 16. listopadu 1996 | Bajkonur                        | Proton-K/D-2           | Mars                             | H        |
| 1996-068A | Mars Pathfinder             | 4. prosince 1996   | Eastern Test Range              | Delta 7925A            | Mars                             | U        |
| 1997-061A | Cassini                     | 15. října 1997     | Eastern Test Range              | Titan 4B Centaur       | Saturn                           | U        |
| 1997-061C | Huygens                     | 15. října 1997     | Eastern Test Range              | Titan 4B Centaur       | Titan                            | U        |
| 1998-041A | Nozomi                      | 3. července 1998   | Kagošima                        | M-5                    | Mars                             | N        |
| 1998-061A | Deep Space 1                | 24. října 1998     | Eastern Test Range              | Delta 7326             | (9969) Braille, (19P/Borrelly)   | U        |
| 1998-073A | Mars Climate Orbiter        | 11. prosince 1998  | Eastern Test Range              | Delta 7425             | Mars                             | N        |
| 1999-001A | Mars Polar Lander           | 3. ledna 1999      | Eastern Test Range              | Delta 7425             | Mars                             | N        |
| 2001-013A | 2001 Mars Odyssey           | 7. dubna 2001      | Eastern Test Range              | Delta 7925-9.5         | Mars                             | U        |
| 2003-019A | Hayabusa                    | 9. května 2003     | Kagošima                        | M-5                    | (25143) Itokawa                  | U        |
| 2003-022A | Mars Express                | 2. června 2003     | Bajkonur                        | Sojuz-FG/Fregat        | Mars                             | C        |
| 2003-027A | Spirit                      | 10. června 2003    | Eastern Test Range              | Delta 7925             | Mars                             | U        |
| 2003-032A | Opportunity                 | 8. července 2003   | Eastern Test Range              | Delta 7925H            | Mars                             | U        |
| 2004-030A | MESSENGER                   | 3. srpna 2004      | Eastern Test Range              | Delta 7925H            | Merkur                           | ?        |
| 2005-029A | Mars Reconnaissance Orbiter | 12. srpna 2005     | Eastern Test Range              | Atlas 5-401            | Mars                             | ?        |
| 2005-045A | Venus Express               | 9. listopadu 2005  | Bajkonur                        | Sojuz-FG/Fregat        | Venuše                           | ?        |
| 2006-001A | New Horizons                | 19. ledna 2006     | Eastern Test Range              | Atlas 5 / Star 48      | Pluto                            | ?        |
| 2007-034A | Phoenix                     | 4. srpna 2007      | Eastern Test Range              | Delta 7925             | Mars                             | ?        |
| 2007-043A | Dawn                        | 27. září 2007      | Eastern Test Range              | Delta 7925H            | Ceres a Vesta                    | ?        |
| 2007-051A | Chang'e 1                   | 24. října 2007     | Xichang Satellite Launch Center | CZ-3A                  | Měsíc                            | ?        |